# Fourierova transformacija
Fourierova transformacija ili Fourierov preobražaj (eng. Fourier transform) način je pretvaranja valnog oblika u frekvencijski spektar i obratno. Želi li ih se brzo izračunati, u računarstvu se sprovodi brza Fourierova transformacija (FFT). 
Fourierova transformacija integralna je transformacija kojom se može karakterizirati promatrana funkcija. Ako se radi o funkciji {\displaystyle f(t)} ovisnoj o vremenu {\displaystyle t}, njezin je Fourierov transformat funkcija {\displaystyle {\widehat {f}}(\nu )} ovisna o frekvencijama {\displaystyle \nu }: 
{\displaystyle {\widehat {f}}(\nu )=\int _{-\infty }^{\infty }f(t)\ e^{-i\,2\pi \nu \,t}dt.}
To je poopćenje Fourierovih redova koji početnu periodičnu složenu funkciju raspisuju kao zbroj trigonometrijskih funkcija. Takvu trigonometrijsku sumu prvi je postavio Joseph Fourier. 